# Stanisław Ścibor-Bogusławski
Stanisław Ścibor-Bogusławski herbu Ostoja (ur. ok. 1645, zm. 9 stycznia 1696) – polski ksiądz katolicki, kanonik łaski, przemyski i włocławski, kustosz i prałat wolborski, prepozyt brzozowski, proboszcz łaznowski, sędzia surogat Konsystorza Diecezji Kujawsko-Pomorskiej, dwukrotnie nominowany na urząd sędziego Trybunału Głównego Koronnego, kanclerz kardynała M. S. Radziejowskiego, prymasa Polski.

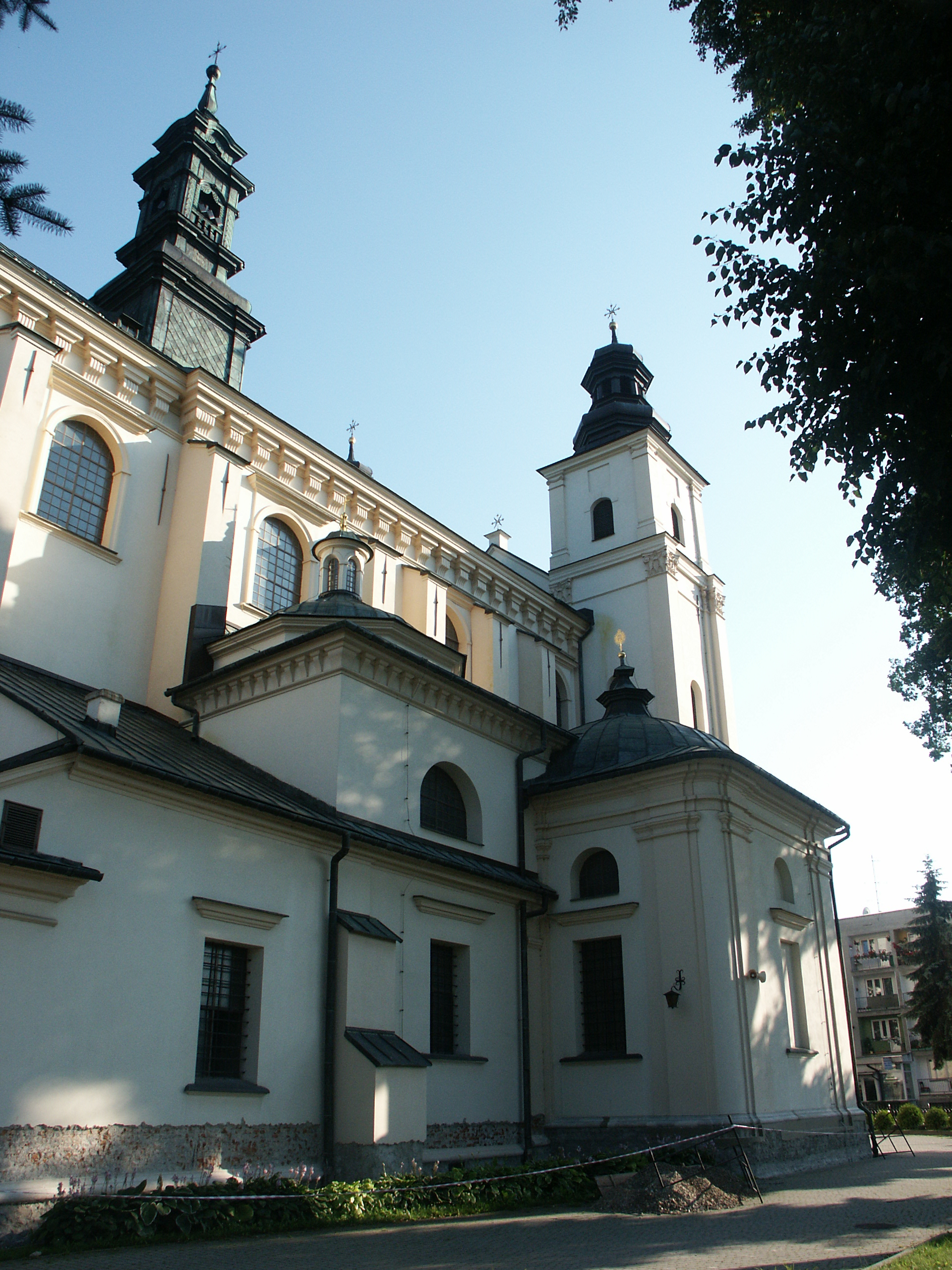
Bazylika kolegiacka Przemienienia Pańskiego w Brzozowie

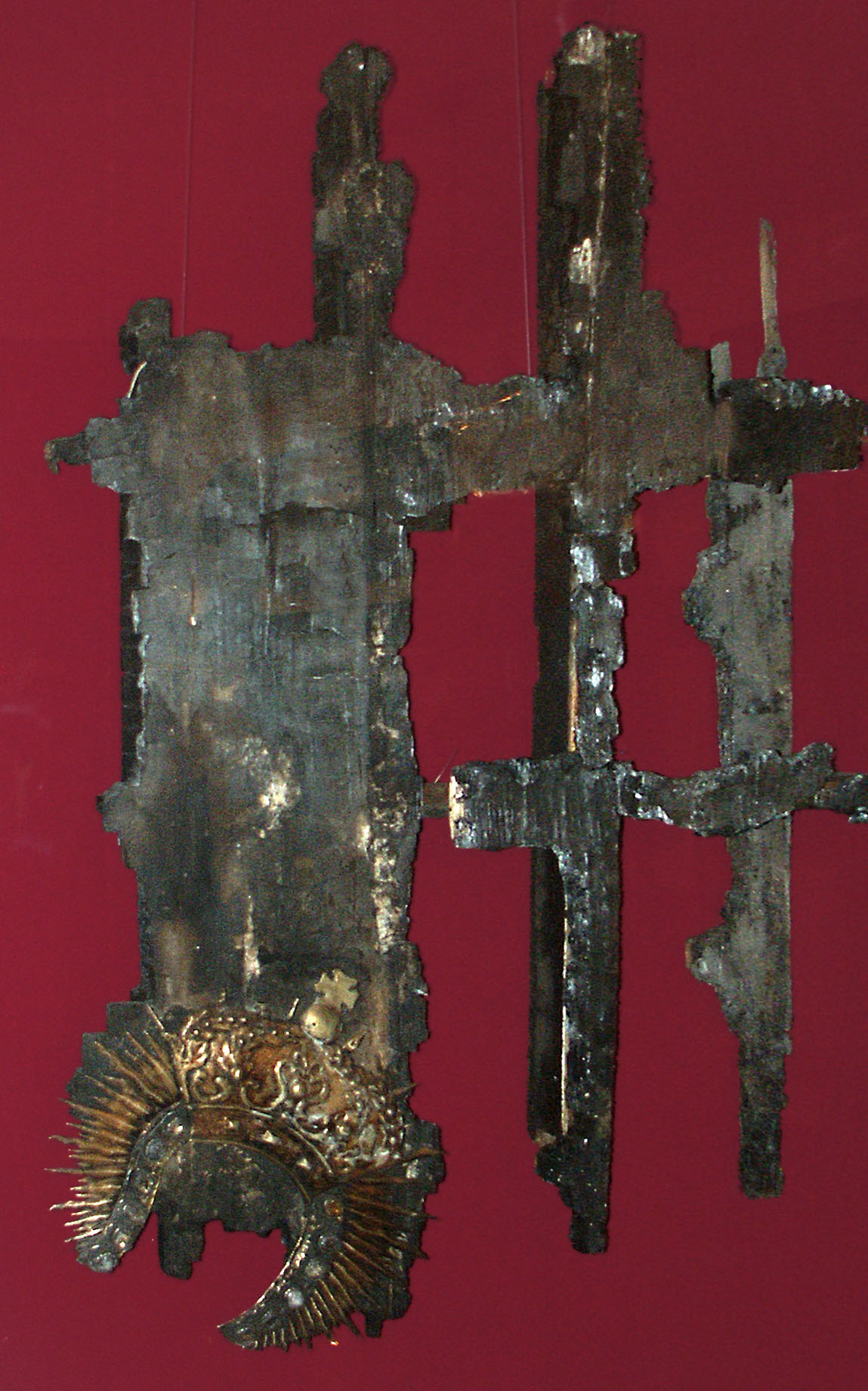
Szczątki obrazu Matki Bożej Starowiejskiej

Ks. kan. Stanisław Bogusławski urodził się w rodzinie szlacheckiej Ścibor-Bogusławskich herbu Ostoja. Był synem Marcina Bogusławskiego i Katarzyny z Rościerskich h. Rola, dziedziców dóbr Wrzeszczewice położonych w województwie sieradzkim. Jego dziadkami od strony ojca byli Marcin Bogusławski, dziedzic Stryjów Paskowych i Małgorzata Piorunowska h. Rola. W roku 1675 ks. S. Bogusławski z woli bp Sarnowskiego ozdobił srebrnymi szatami postacie Najświętszej Marii Panny oraz Apostołów cudownego obrazu Zaśnięcia i Wniebowzięcia Matki Bożej znajdującego się w Starej Wsi, w kościele filialnym parafii brzozowskiej. W latach 1676–1678, jako prepozyt brzozowski pomagał biskupowi przemyskiemu, Stanisławowi Sarnowskiemu, w budowie nowego, murowanego kościoła w Brzozowie. Kiedy biskup Sarnowski odszedł na biskupstwo kujawskie do Włocławka ks. Bogusławski podążył za nim pozostawiając niedokończoną budowę świątyni (wzniesione były mury nawy głównej i przykryte transeptowe kaplice). Budowę kościoła Przemienienia Pańskiego w Brzozowie dokończył ks. Bartłomiej Misiałowicz. W grudniu 1679 wstąpił na kanonię włocławską. Był też prałatem i kustoszem kapituły kolegiackiej w Wolborzu oraz proboszczem parafii w Łaznowie. U boku bp Sarnowskiego w Wolborzu Bogusławski przebywał do jego śmierci w 1680 r. W latach 1682–1683 bp Bonawentura Madaliński nominował go do sprawowania urzędu sędziego deputata do Trybunału Głównego Koronnego. W roku 1689 obejmował urząd kanclerza kardynała Michała Stefana Radziejowskiego, prymasa Polski. W roku 1691 został powołany przez Konsystorz Diecezji Włocławskiej na urząd sędziego surogaty. Stanisław Bogusławski zmarł w niedzielę 9 stycznia 1696 lethargo (we śnie).